# Clara von Dincklage-Campe
Freiin Clara von Dincklage-Campe (* 25. November 1829 auf Gut Campe, Gemeinde Kluse; † 4. Februar 1919 daselbst) war eine deutsche Schriftstellerin und Dichterin sowie Stiftsdame.
Clara von Dincklage-Campe, die auch unter dem Pseudonym C. v. Campe veröffentlichte, hatte zwei Geschwister, die ebenfalls schriftstellerisch tätig waren: ihre Schwester Emmy von Dincklage (1825–1891) und ihren Bruder Friedrich von Dincklage-Campe (1839–1918).

## Biografie
Clara war die dritte Tochter des Gutsbesitzers Hermann Eberhard von Dincklage und seiner Frau Juli. Sie wuchs auf dem väterlichen Gut Campe auf, wo sie das Leben der einfachen Landbevölkerung kennenlernte, das sie später mitsamt ihren Reiseerlebnissen in ihren Erzählungen verarbeitete. Diese sollten insbesondere der Jugend ihrer Zeit Orientierung geben. Ab 1846 lebte sie in Hannover, wo sie im Haus ihres Onkels, des Obersten von Stolzenberg, unter anderem mit Eduard Devrient zusammentraf. Seit 1850 lebte sie in Bückeburg. 1866 kehrte sie zurück ins Emsland, wo sie in Lingen lange Zeit mit ihrer Schwester Emmy von Dincklage (1825–1891) und ihrer Mutter lebte.
Nach einer Zeit als Stiftsdame im Stift Börstel, gemeinsam mit ihrer älteren Schwester Emmy, pflegte sie im Krieg von 1870/71 Verwundete; dazu übernahm sie die Leitung eines Lazaretts in Osnabrück, wofür sie das Eiserne Kreuz für Nichtkombattanten erhielt.
Zwischen 1888 und 1893 lebte sie in Lingen an der Ems. Nach dem Tod ihrer Mutter 1895 zog sie in das sächsische Oberlößnitz bei Dresden. Sie wohnte dort für die nächsten 20 Jahre in einer heute denkmalgeschützten Familienvilla bei ihrer jüngeren verheirateten Schwester Agnes (* 1841) und deren Ehemann William H. Thaule, der seinen Lebensunterhalt als Komponist und Tonkünstler verdiente. 1918 verkaufte Thaule die Familienvilla, woraufhin Dincklage-Campe auf das Familiengut im Emsland zurückkehrte. In ihrer sächsischen Zeit verfasste sie Zeitschriften-Novellen und mehrere Bücher mit Erzählungen.
Ihr zu Ehren hat Kunz Kistener sein Buch Die Jakobsbrüder gewidmet.

## Werke (Auswahl)
- Sammelsurium. 2 Bände. Kleine Erzählungen 8 (597), van Acken, Lingen 1882–1883.
- zusammen mit Emmy von Dincklage: Wahre Geschichten für die Jugend. Müller, Stuttgart 1883.
- Mariengroschen. Kleine Erzählungen 8 (234), van Acken, Lingen 1885.
- Durch Jahrhunderte. Junfermann, Paderborn 1894.
- Unter falscher Flagge. 1904.
- Ohne Vergangenheit. 1905.
- Unter Göttern und Helden. 1911.
- Aus zwei Kaiserreichen. 1912.